# La Isla del Peligro
La Isla del Peligro, Danger Island en inglés, es una serie aventuras creada por la factoría Hanna-Barbera, que comenzó a emitirse por la cadena estadounidense NBC el 7 de septiembre de 1968, dentro del programa infantil El Show de los Banana Splits, en paralelo a otras cuatro series; Los caballeros árabes, Los tres mosqueteros, los Osos Montañeses y en ocasiones junto a Micro Aventuras.

## Voces
- Professor Irwin: Hayden Frank Aletter[1]
- Chongo: Kim Kahana
- Morgan: Rockne Tarkington
- Link Simmons: Jan-Michael Vincent
- Leslie Hayden: Ronne Troup
- Mu-Tan: Victor Eberg
- Chu: Rodrigo Arrendondo

## Sinopsis de los episodios
- la serie de la Isla del Peligro, se emitía dentro del programa infantil El Show de los Banana Splits. Compartiendo espacio con las series Los caballeros árabes y Los tres mosqueteros, series que se emitían previamente. En ocasiones también se emitía previamente la serie Micro Aventuras, aunque eso tan solo ocurrío en contadas ocasiones ya que esta última tan solo contaba con cuatro episodios.
- Su emisión comenzó el 7 de septiembre de 1968 en la cadena NBC, La isla del Peligro tenía una duración de 10 minutos por capítulo y se emitían dos episodios por cada emisión del Show de los Banana Splits.[2]

1. 7 de septiembre de 1968: Buscando la ciudad perdida de Tobanya, el Profesor Hayden, su hija Leslie y Link Simmons, su asistente descubren una pista en las aguas del Pacífico. Lesilie y Link buceando descubren un tesoro hundido y lo suben a bordo. En ese momento un bote comandado por Mu´tan y sus piratas se acerca a su barco. El Profesor Hayden cubre el tesoro.
2. Mu´tan toma cautiva a Leslie y Link tiene que rescatarla.
3. 14 de septiembre de 1968: Nadando hacia una playa, Link es atacado por un tiburón, al fin gana tierra, pero en la playa le espera un leopardo, con el que lucha, hasta que lo vence y después pierde el conocimiento.
4. Link es encontrado por Morgan. Mientras, Hayden intenta convencer a Mu´tan de la existencia del tesoro de la ciudad de Tobanya. Mu'tan se aviene a llevarlos a la ciudad, pero si le engañan los matará.
5. 21 de septiembre de 1968: Cuando despierta Link se encuentra en la cueva de Morgan y de Chongo y se asusta. Pero ellos le calman explicándole que como él son dos náufragos de un barco mercante que acabaron en la isla. Y que tiene que tener más miedo de los nativos de la isla, los terrible Cazadores de Cabezas.
6. Morgan le enseña a Link las trampas que los Cazadores de Cabezas van poniendo en la jungla.Chongo les advierte de una humarola que índica que los indígenas que han salido de caza.Los tres náufragos corren a refugiarse en su cueva. Pero son descubiertos.
7. 28 de septiembre de 1968: Seguidos por los cazadores al final se ven atrapados Morgan, Chongo y Link tienen que enfrentarse con los indígenas y luchar contra ellos. Consiguen escapar pero son flechados. Despistando el rastro consiguen volver sobre sus pasos y retornar a la cueva.
8. Mu´tan llega a la isla donde el Profesor Hayden  ha dicho que deben encontrar la ciudad perdida de Tobanya. Aunque Mu´tan desconfía de las palabras del Profesor que ha empeñado su vida. Chu le disputa el puesto de Capitán.
9. 5 de octubre de 1968 Al regreso a la cueva Chongo, Morgan y Link son sorprendidos por los indígenas que les estaban esperando. Tras un formidable combate se desembarazan de sus asaltantes. Mientras tanto Mu´tan, ata al Profesor y a Leslie en el barco y se dispone a explorar la isla.
10. Chongo vislumbra un barco anclado en la bahía de la isla y los náufragos se apresuran a ir hacia a él a través de la playa. Pronto se topan con Mu´tan y sus piratas, que se espantan y huyen. Chongo, Morgan y Link llegan al barco y liberan al Profesor Hayden y a Leslie. Morgan le habla al Profesor de unos mapas que ha encontrado en una región de la isla y que guarda en la cueva. El Profesor presiente que podrían ser los mapas de su hermano Felipe quien se perdió por las islas años antes. Por ello le pide a Morgan que le enseñe los mapas.
11. 12 de octubre de 1968: Después de todos los peligros, todos ellos se vuelven a la cueva.
12. En la cueva, el Profesor comprueba que los mapas son efectivamente de su hermano y que se índica la situación de la ciudad de Tobanya. De improvisto, un terremoto sacude la caverna y todos salen pero el Profesor vuelve a por los mapas.
13. 19 de octubre de 1968: Una vez se calma el terremoto Morgan, Chongo, Link y Leslie intentan rescatar al Profesor que ha quedado atrapado tras toneladas de rocas. Chongo descubre una brecha por donde se ve al Profesor y consiguen sacarlo junto a los mapas.Construyen una balsa y se disponen a ir al lugar subiendo por el río.
14. Viajando por el río jungla adentro, se encuentran una cascada. Link es el último en vadearla, pero pierde el pie y resbala cayendo a las aguas .
15. 26 de octubre de 1968: Link se agarra azarosamente al borde de la cascada. Morgan consigue salvarlo en el último instante. Los aventureros continúan su viaje a través de la jungla vigilados por los hombres esqueleto. Cuando de pronto son rodeados por estos. Los aventureros intentan espantarlos con su escopeta, pero no lo consiguen y deben comenzar una huida perseguidos por los indígenas.
16. Divisando una aldea desierta, Link, Leslie, Morgan, Chongo y el Profesor, piensan que será un buen lugar para refugiarse, pero al llegar se encuentran con Mu´tan y sus hombres y son vueltos a capturar.
17. 2 de noviembre de 1968: Volviendo a estar en mano de Mu´tan, el Profesor le convence de que les respete la vida a cambio de conducirles a la ciudad de Tobanya.
18. Mientras el Profesor le explica a Mu´tan que Tobanya está cerca. El resto en otro lugar aparte intenta liberarse de sus ataduras y una vez libres se enfrentan a los hombres de Mu´tan. Con el alboroto Mu´tan coge los mapas y huye. Link y Morgan lo persiguen a través de un puente colgante. Pero Link resbala y cae en un río infestado de caimanes.
19. 9 de noviembre de 1968: Morgan incapaz de poder sacar a Link del agua se lanza y comienzan a luchar contra los caimanes. Hasta que consiguen salir y continúan persiguiendo a Mu´tan. Mientras Chongo, Leslie y el Profesor esperan el regreso de sus compañeros en la aldea.
20. Persiguiendo a Mu´tan, Morgan y Link acaban siendo localizados por los Hombres Esqueleto, que inician la persecución para cazarlos. Chongo impaciente por la tardanza de sus amigos va en su búsqueda con el rifle del profesor. Mientras el Profesor se distrae, con los sonidos de la Jungla, Leslie desaparece, llevada por unos salvajes albinos misteriosos.
21. 16 de noviembre de 1968: Morgan y Link son perseguidos por los Hombres esqueleto, por Jungla y por río pero Chongo, les hunde las barcas. Mientras; el profesor se da cuenta de la falta de su hija y comienza a buscarla.
22. Morgan, Link y Chongo, luchan contra los Hombres esqueleto y los despistan entre la jungla donde se encuentran con el Profesor que busca a su hija la cual ha sido llevada a la caverna de los salvajes blancos. Ahora juntos de nuevo irán en busca de Leslie.
23. 23 de noviembre de 1968: Pronto descubren a unos salvajes centinelas blancos que vigilan una caverna. Por ello quieren ver si dentro ésta Leslie, pero tienen que burlarlos. Por fortuna llegan justo a tiempo para evitar que lancen a Leslie dentro de un baño de agua hirviendo.
24. Como solo el mapa contiene la llave para llegar desde el mar a la ciudad deciden regresar e ir donde Mu´tan lo escondió.
25. 30 de noviembre de 1968: Mu´tan metió el Mapa en el río cuando ellos luchaban contra los Hombres esqueleto y Mu´tan escapó.Los Hombres esqueleto al fin fueron vencidos, y Chongo consigue encontrar el Mapa.
26. Mu´tan visita al jefe de los Hombres esqueleto para pedirle más hombres. Este se los concede con la condición de que o captura al Profesor y su banda o morirá. Los aventureros se internan por unas cavernas hacia Tobanya. Chongo es atacado por un murciélago gigante. Morgan ya no se inmuta. Llegados a otra cámara de la gruta no mejora su suerte.
27. 7 de diciembre de 1968: El Profesor Hayden y sus compañeros son atacados por un enjambre de murciélagos de la que consiguen escapar y salir de la cueva llegando por fin a Tobanya. Pero allí son esperados por Mu´tan y los Hombres esqueleto que los vuelven a capturar.
28. Mu´tan se dispone lanzar a los cautivos a un foso lleno de leones. pero el jefe de los Hombres esqueleto propone que Mu´Tan luche con uno de los prisioneros, y si resulta ganador ellos morirán y si no ellos serán liberados y él será quien sea entregado a los leones. Como contrincante eligen a Link, y la lucha se presenta sobre el foso de los leones.
29. 14 de diciembre de 1968: Link habíl consigue fintar los ataques de Mu´tan y vencerlo aun así le perdona la vida. Los cautivos que en rezos habían prometido marcharse de la isla y no volver nunca si salían de esta con vida, son liberados y puestos en un bote, pero Mu´tan también aprovecha para escapar en otro bote con los suyos. Sigue al grupo del Profesor por el río y le hunde la barca.
30. Mu´Tan recoge al Profesor y a sus compañeros, en su barca, con la condición de conseguir el tesoro de Tobanya. Como garantía mantienen a Leslie custodiada y la llevan al barco, mientras el resto del grupo vuelve a su empeño.
31. 21 de diciembre de 1968: En su retorno son descubiertos por los Hombres esqueleto, por ello deciden dividirse en dos grupos. Chongo intenta dificultar en todo lo posible que sigan su pista, mientras el Profesor Hayden, Morgan, Link y Mu´tan van hacia el tesoro.
32. Por fin llegan a la ciudad de Tobanya. El Profesor Hayden le indica a Mu´tan donde puede encontrar el oro y las Joyas y el Pirata, se encanta con su hallazgo, mientras los hombres esqueleto rodean de nuevo a los exploradores.
33. 28 de diciembre de 1968: Mu´tan consigue despistar a un grupo de Hombres esqueleto que están distraídos pintándose. Chongo que se ha disfrazado como ellos pintándose con sus pinturas y consigue dejar a algunos inconscientes, así consigue avisar a Morgan y comienza la pelea.
34. El grupo del Profesor Hayden consigue escapar esta vez dejando atrás a Mu´tan preso de los hombres esqueleto, pero al llegar a las canoas, los nativos esqueléticos están esperándoles.
35. 11 de enero de 1968: Chongo se encarama a unas rocas mientras los esqueleto, rodean a sus compañeros, desde allí lanza una red contra los atacantes que gritan aterrorizados. Morgan lanza una granada, contra la espesura abriendo un camino hacia el mar. Donde encuentra el bote de goma que dejó anteriormente abandonado Mu´tan, cuando abordó el barco del Profesor Hayden.
36. Al acercarse al bote del Profesor (el que Mu´tan capturó al principio) el guardián que custodia a Leslie les dispara. Link y Morgan se sumergen y se suben al barco reduciéndolo y liberando a la hija del Profesor. Después de tantos percances el regreso está cercano. Sin embargo, Morgan y Chongo les anuncian que no regresaran con ellos y que se quedarán en la isla. Extrañados por la decisión Link, Leslie y el profesor tienen que aceptarlo de buen grado y ofrecerles su amistad por siempre. Solo entonces por fin inician el regreso.